# Haas VF-22
A Haas VF-22 egy amerikai fejlesztésű Formula–1-es versenyautó, melyet a Haas F1 Team versenyeztetett a 2022-es Formula–1 világbajnokságban. Pilótái kezdetben az előző évi páros, Nyikita Mazepin és Mick Schumacher voltak, de Mazepint még a szezon kezdete előtt lecserélték Kevin Magnussenre. Ez volt a csapat történetének első autója, amelyikkel pole pozíciót szereztek.

## Áttekintés
Mivel 2022-ben nagy szabályváltozások történtek a sportágban, a Haas már a szezon elején elengedte a 2021-es bajnoki idényt, és a VF-21 fejlesztése helyett minden energiájukat az új autó megtervezésébe fektették. Akárcsak a korábbi években, ezúttal is Ferrari motorokat használtak, és a két csapat valamivel szorosabbra is fűzte a viszonyát.
Ez volt az első autó, amit bemutattak az új érában, habár eleinte csak renderelt képeken, amelyek nem fedtek fel sokat a riválisok előtt a fejlesztésekből – sőt lényegében semmit, mert ténylegesen a már ismert demóautóra ráhúzott Haas-festést mutatták csak be. Ez a festés ugyanaz volt, mint az előző évi: fehér-kék-piros, köszönhetően az orosz Uralkali főszponzornak. A szezon előtti első teszt kellős közepén Oroszország lerohanta Ukrajnát, és ennek a csapatra nézve is következményei is lettek. Az autókról leradírozták a kék és piros színeket, fekete-fehérben befejezve a tesztet, majd nem sokkal később felmondták az Uralkalival a szponzorációs szerződést és Mazepint is kirúgták. A helyére a csapattól épp egy évvel korábban távozott Magnussent hívták vissza, a második tesztet pedig már egy új, fehér-piros festéssel kezdték meg.

## A szezon
Az év pozitívan kezdődött a csapat számára: Magnussen a hetedik helyre kvalifikált Bahreinben és az ötödik helyen ért célba. A következő szaúdi nagydíj időmérő edzésén Schumacher nagyon csúnyán összetörte az autót, és bár ő maga nem sérült meg, a kasztniban milliós károk keletkeztek, ezért csak az egyik autó rajtolhatott el. Imolában szintén Magnussen szerzett pontokat, beleértve a sprintfutamot is. Monacóban Schumacher ismét hatalmas baleset részese volt, amit sértetlenül úszott meg, de az autója szabályosan kettétört. Egyébként is meglehetősen rossz idényt teljesített, első pontjaira a brit nagydíjig kellett várni, ami mindjárt kettős pontszerzés volt a csapat részéről. A következő, osztrák nagydíjon hatodik lett, Magnussen pedig a sprintversenyen szerzett pontot.
Ezt követően aztán alaposan visszaesett a teljesítményük, hosszú ideig nem szereztek pontot. Magnussen Austinban kilencedik lett, majd a brazil futam időmérő edzését nagy meglepetésre megnyerte az esős körülmények között. A sprintfutamon nem tudta tartani a lépést a többiekkel, de még így is szerzett egy pontot – sajnos már a verseny első körében balesetben kiesett. Ugyan a szezonzáró futamon nem szereztek pontot, a csapat a nyolcadik helyen zárta az évet.

## Eredmények
Félkövérrel a pole pozíció, dőlt betűvel a leggyorsabb kör került jelölésre.
| Év        | Csapat       | Motor         | Gumik | Pilóták         | Futamok | Futamok | Futamok | Futamok | Futamok | Futamok | Futamok | Futamok | Futamok | Futamok | Futamok | Futamok | Futamok | Futamok | Futamok | Futamok | Futamok | Futamok | Futamok | Futamok | Futamok | Futamok | Pontok | Helyezés |
| Év        | Csapat       | Motor         | Gumik | Pilóták         | BHR     | SAU     | AUS     | EMI     | MIA     | ESP     | MON     | AZE     | CAN     | GBR     | AUT     | FRA     | HUN     | BEL     | NED     | ITA     | SIN     | JPN     | USA     | MXC     | SAP     | ABU     | Pontok | Helyezés |
| --------- | ------------ | ------------- | ----- | --------------- | ------- | ------- | ------- | ------- | ------- | ------- | ------- | ------- | ------- | ------- | ------- | ------- | ------- | ------- | ------- | ------- | ------- | ------- | ------- | ------- | ------- | ------- | ------ | -------- |
| 2022      | Haas F1 Team | Ferrari 066/7 | P     | Kevin Magnussen | 5       | 9       | 14      | 9       | 16 †    | 17      | KI      | KI      | 17      | 10      | 8       | KI      | 16      | 16      | 15      | 16      | 12      | 14      | 9       | 17      | KI      | 17      | 37     | 8.       |
| 2022      | Haas F1 Team | Ferrari 066/7 | P     | Mick Schumacher | 11      | NI      | 13      | 17      | 15      | 14      | KI      | 14      | KI      | 8       | 6       | 15      | 14      | 17      | 13      | 12      | 13      | 17      | 15      | 16      | 13      | 16      | 37     | 8.       |
| Források: |              |               |       |                 |         |         |         |         |         |         |         |         |         |         |         |         |         |         |         |         |         |         |         |         |         |         |        |          |

- † – nem fejezte be a futamot, de rangsorolták, mert teljesítette a versenytáv 90%-át
- Magnussen az imolai és a brazil sprintfutamon 1, az osztrák sprintfutamon 2 pontot szerzett.

## Fordítás
- Ez a szócikk részben vagy egészben  a   Haas VF-22 című angol Wikipédia-szócikk ezen változatának fordításán alapul.  Az eredeti cikk szerkesztőit annak laptörténete sorolja fel. Ez a jelzés csupán a megfogalmazás eredetét és a szerzői jogokat jelzi, nem szolgál a cikkben szereplő információk forrásmegjelöléseként.